# José Águas
José Pinto de Carvalho Santos Águas (Luanda, Angola, 9 de Novembro de 1930 — Lisboa, 10 de Dezembro de 2000) foi um futebolista português que conquistou a Liga dos Campeões da UEFA em 1961 e 1962, como Capitão de equipa pelo Benfica.

## Biografia
Filho de Raúl António Águas e Elisa da Conceição Pinto, casou em Lisboa com Maria Helena de Jesus Lopes ( Lisboa, 7 de Junho de 1930 - Lisboa, 18 de Junho de 2003).
Do casamento nasceram Helena Maria de Jesus Águas, em 16 de Junho de 1956; Cristina Maria de Jesus Águas, em 22 de Novembro de 1957; e José Rui Lopes Águas, em 28 de Abril de 1960.
José Águas, com apenas 15 anos, fez-se dactilógrafo na Robert Hudson, empresa concessionária da Ford, no Lobito. Tornou-se jogador da equipa da firma. Depois de ver os seu talento revelado, passou a representar o Lusitano do Lobito. Por influência familiar nasceu benfiquista. Um poster devotadamente colocado na parede do quarto inspirava o jovem, numa altura em que ainda não se (re)via no meio daquelas estrelas, sobretudo Rogério e Julinho, para ele as mais cintilantes. Mais tarde em 1950 chegaram notícias, da então metrópole, da conquista da Taça Latina por parte do Sport Lisboa e Benfica. 
Menos ainda cogitaria José Águas a hipótese de alguma vez defrontar semelhante naipe de campeões. Enganou-se. Ainda o júbilo pela arrebatante vitória sobre o Bordéus animava as hostes do Benfica, já a equipa peregrinava por África. No Lobito, uma selecção local constituía um dos cartazes. Quando soube que havia sido seleccionado, José Águas sentiu um frémito e tardou a recompor-se. Custa até imaginar como ficou depois do jogo, que venceu por 3-1, com dois tentos da sua lavra, quando os dirigentes benfiquistas lhe pediram para passar no hotel, depois daquele feito perene, intrigante para Ted Smith, treinador inglês do Benfica.

## Carreira

### Início
O FC Porto, por telefone, depressa convidou José Águas vir passar férias na Invicta e… treinar-se na Constituição. “Amanhã respondo”, terá dito e desligado de seguida. Só que o amanhã chamou-se mesmo Benfica e vezes sem conta olhou, sempre de soslaio, por timidez até na intimidade, a moldura que lhe dava vida ao quarto, onde só mais uma noite passou a sonhar com garridas. Contrato rubricado e com os novos companheiros partiu à conquista de outras paragens africanas. Chegou a Lisboa no dia 18 de Setembro de 1950, tendo se estreado mais tarde na Tapadinha frente ao Atlético Clube de Portugal.
Nunca tinha visto um campo relvado, botas de pitões também não. Com apenas um treino realizado, a estreia nada teve de auspicioso. Empate a duas bolas com o Atlético, sem que os créditos de goleador fossem exibidos. Mas antes que as criticas subissem de tom, na ronda imediata, com o Sporting de Braga, no Campo Grande, marcou quatro golos, terminando o jogo num invejável 8-2. 

## SL Benfica
Pelo SL Benfica, José Águas viveu muitos anos em que a fábula e a realidade pareceram caminhar de mãos dadas. Cansou-se de vencer, de marcar, de contagiar. Foi ele, a papoila mais saltitante do hino de Piçarra ou o melhor intérprete do jogo aéreo que o Benfica alguma vez teve, e Portugal também. É o segundo melhor marcador da história encarnada, depois de Eusébio. Só Eusébio, de resto, poderia relativizar José Águas. Mais ninguém!
Atravessou toda a década de 50 em sistemática laboração pelo golo. Fixou-se no topo dos marcadores em cinco ocasiões. Levantou, triunfante, na qualidade de capitão, as duas Taças dos Campeões, sendo mesmo o artilheiro-mor da primeira competição, com 11 golos, e o melhor marcador do Benfica na segunda, com 7. Nos Campeonatos Nacionais, apontou mais golos (290) do que os jogos que efectuou (282). Já não esteve presente na terceira final europeia, por opção do chileno Fernando Riera. “Algum tempo depois, pediu-me desculpas por não me ter colocado a jogar. Disse-lhe que até ficaria satisfeito com os golos de Torres. Era a verdade, era a voz do meu coração de benfiquista, mas Fernando Riera parece não ter ficado muito convencido”. Nem os adeptos com… Torres.
Pela equipa nacional, teve 25 internacionalizações entre 23 de Novembro de 1952 e 17 de Maio de 1962. Em 25 jogos, marcou 11 golos. Apreciável registo, em tempos marcados ainda por um certo complexo de inferioridade, que não poucas vezes encolhia, amarfanhava mesmo, os nossos melhores atletas. Em Portugal jogou 14 encontros em três estádios: Nacional (10), José Alvalade (2, em 1957 e 1962, o último) e Antas (2, em 1952 na sua estreia e 1955).
Nunca jogou com a camisola das quinas num Estádio do Benfica.
Ainda no apogeu, José Águas fez uma revelação surreal. Confessou que vestia o traje de futebolista com “o mesmo espírito com que o operário veste o fato-macaco”, porque era assim que ganhava a vida, já que até “não gostava de jogar à bola”. E se gostasse? Dele, sempre gostaram os benfiquistas, numa dívida imorredoura de gratidão.
À guisa de curiosidade, encontra-se colaboração da sua autoria na coluna futebolística da revista de banda desenhada Foguetão  (1961), dirigida por Adolfo Simões Müller.

## Estatísticas

### Clubes
| Época   | Clube         | Campeonato | Campeonato | Campeonato | Campeonato |
| Época   | Clube         | Liga       | Jogos      | Golos      |            |
| ------- | ------------- | ---------- | ---------- | ---------- | ---------- |
| 1950-51 | Benfica       | PD         | 22         | 26         |            |
| 1951-52 | Benfica       | PD         | 22         | 28         |            |
| 1952-53 | Benfica       | PD         | 25         | 25         |            |
| 1953-54 | Benfica       | PD         | 18         | 23         |            |
| 1954-55 | Benfica       | PD         | 26         | 20         |            |
| 1955-56 | Benfica       | PD         | 26         | 28         |            |
| 1956-57 | Benfica       | PD         | 25         | 30         |            |
| 1957-58 | Benfica       | PD         | 22         | 22         |            |
| 1958-59 | Benfica       | PD         | 24         | 26         |            |
| 1959-60 | Benfica       | PD         | 25         | 18         |            |
| 1960-61 | Benfica       | PD         | 23         | 27         |            |
| 1961-62 | Benfica       | PD         | 22         | 18         |            |
| 1962-63 | Benfica       | PD         | 4          | 2          |            |
| 1963-64 | Áustria Viena | A          | 7          | 2          |            |
| Total   | Total         | Total      | 288        | 292        |            |

### Gols pela Seleção
|    | Data                   | Cidade                            | Adversário    | Resultado | Competição                                 |
| -- | ---------------------- | --------------------------------- | ------------- | --------- | ------------------------------------------ |
| 1. | 22 de novembro de 1953 | Estádio Nacional do Jamor, Lisboa | África do Sul | 3 – 1     | jogo amigável                              |
| 2. | 27 de setembro de 1953 | Praterstadion, Viena              | Áustria       | 1 – 9     | Eliminatórias para a Copa do Mundo de 1954 |
| 3. | 22 de maio de 1955     | Estádio das Antas, Porto          | Inglaterra    | 3 – 1     | jogo amigável                              |
| 4. | 20 de novembro de 1955 | Estádio Nacional do Jamor, Lisboa | Suécia        | 2 – 6     | jogo amigável                              |
| 5. | 23 de dezembro de 1955 | Cairo                             | Egito         | 4 – 0     | jogo amigável                              |
| 6. | 9 de junho de 1956     | Estádio Nacional do Jamor, Lisboa | Hungria       | 2 – 2     | jogo amigável                              |
| 7. | 19 de março de 1961    | Estádio Nacional do Jamor, Lisboa | Luxemburgo    | 6 – 0     | Eliminatórias para a Copa do Mundo de 1962 |
| 8. | 21 de maio de 1961     | Estádio Nacional do Jamor, Lisboa | Inglaterra    | 1 – 1     | Eliminatórias para a Copa do Mundo de 1962 |

## Títulos
Benfica
- Campeonato Português: 1954–55, 1956–57, 1959–60, 1960–61, 1962–63
- Taça de Portugal: 1950–51, 1951–52, 1952–53, 1954–55, 1956–57, 1958–59, 1961–62
- Liga dos Campeões da UEFA: 1960–61, 1961–62

### Artilharias
- Campeonato Português de 1951–52 (28 gols)
- Campeonato Português de 1955–56 (28 gols)
- Campeonato Português de 1956–57 (30 gols)
- Campeonato Português de 1958–59 (26 gols)
- Campeonato Português de 1960–61 (27 gols)
- Liga dos Campeões da UEFA de 1960–61 (11 gols)